# Barda (Oroszország)
Barda (oroszul: Барда) falu Oroszország Permi határterületén, a Bardai járás székhelye.
Lakossága: 8826 fő (a 2010. évi népszámláláskor).

## Fekvése
A Permi határterület déli részén, Permtől délnyugatra, a Káma vízrendszeréhez tartozó Kazmakti (Kazmaska) folyó partján terül el. A legközelebbi város a Káma parti Osza (kb. 45 km); a legközelebbi vasútállomás a délebbre fekvő Csernuska, a Jekatyerinburg felé vezető vasúti fővonalon. Mindkét várossal aszfaltozott országút köti össze.

## Története
Első írásos említése 1630-1631-ből származik. 1924-ben (vagy 1926-ban) lett járási székhely. Az 1970-es években távolsági földgázvezetékek hat ágát fektették le a faluban, és gázkompresszor állomás is épült. Ez számos új munkahelyet teremtett és új lakások építésével, az infrastruktúra kiépítésével járt együtt. 
A járást és a járási székhelyt többségében baskírok és tatárok lakják. 